# Charley Paterson
Charley Paterson, född Charles Bolivar Patersson den 8 november 1876 i Göteborg, död den 23 juli 1948 i Täby, var en svensk skådespelare. 
Paterson är begravd på Täby kyrkogård.

## Filmografi i urval
- 1932 – Kärlek och kassabrist
- 1934 – Uppsagd
- 1935 – Järnets män
- 1936 – Stackars miljonärer
- 1937 – Lyckliga Vestköping
- 1938 – Adolf klarar skivan
- 1939 – Steg för steg
- 1940 – Juninatten
- 1941 – Det sägs på stan
- 1942 – Sexlingar
- 1943 – En flicka för mej
- 1943 – Elvira Madigan
- 1943 – Anna Lans
- 1944 – Snöstormen

## Teater

### Roller (ej komplett)
| År   | Roll                           | Produktion                                      | Regi               | Teater         |
| ---- | ------------------------------ | ----------------------------------------------- | ------------------ | -------------- |
| 1929 | Anders, kringresande handlande | Per Olsson och hans käring Gustaf af Geijerstam | Charley Paterson   | Wasa Teater    |
| 1931 | Skräddare                      | Skomakarkaptenen i Köpenick Carl Zuckmayer      | Per Lindberg       | Vasateatern    |
| 1931 | Pater Whalen                   | Tredubbelt gifta Anne Nichols                   | Semmy Friedmann    | Blancheteatern |
| 1932 | Pater Whalen                   | Tredubbelt gifta Anne Nichols                   | Semmy Friedmann    | Blancheteatern |
| 1935 | Sir Arthur Tuttington          | Processen Bennet Edward Wooll                   | Harry Roeck Hansen | Blancheteatern |
| 1936 | Överdomaren                    | Måste Emlyn Williams                            | Arthur Natorp      | Blancheteatern |
| 1936 | Finansminister Paulet          | Cassini de Paris Rudolf Lothar och Hans Adler   | Harry Roeck Hansen | Vasateatern    |
| 1936 | Dions fader                    | Den store guden Brown Eugene O'Neill            | Per Lindberg       | Vasateatern    |
| 1936 | Borgmästaren                   | Han som ville bli bedragen Fernand Crommelynck  | Per Lindberg       | Vasateatern    |

### Regi (ej komplett)
| År   | Produktion                 | Upphovsmän           | Teater      |
| ---- | -------------------------- | -------------------- | ----------- |
| 1929 | Per Olsson och hans käring | Gustaf af Geijerstam | Wasa Teater |